# Fönsterblomfluga
Fönsterblomfluga (Volucella pellucens) är en art i insektsordningen tvåvingar som tillhör familjen blomflugor.

## Kännetecken
Fönsterblomflugan är stor och kraftig med en längd på 15 till 18 millimeter. Den är svart med ett karaktäristiskt gulvitt genomskinligt band på bakkroppen. Det vita bandet är ofta avbrutet på mitten med en svart kil. Ansiktet är nedåt utdraget och antennerna har ett fjäderliknande antennborst. Vingarna har en svart fläck i mitten på vingens framkant och även en antydan till svart fläck på vingspetsen. Den kan knappast förväxlas med någon annan blomflugeart i Norden.

## Levnadssätt
Fönsterblomflugan lever i löv eller blandskogsområden, gärna med inslag av öppna hagmarker eller liknande. De kan ses på blommor av olika slag, gärna flockblommiga växter men även många andra blommor. Den flyger från början av juni till mitten av september. Honan lägger ägg i getingbon där också larverna utvecklas. De lever på getingarnas avskräde och larver.

## Utbredning
Fönsterblomflugan finns allmänt i hela Sverige utom i fjällmarkerna. Den finns i större delen av Europa och österut till Stilla havet och Japan.

## Etymologi
Pellucens betyder genomskinlig på latin.